# Яніна Вікмаєр
Яніна Вікмаєр (нід. Yanina Wickmayer; *20 жовтня 1989) — бельгійська тенісистка. На сьогодні найбільшим успіхом Яніни можна вважати півфінал відкритого чемпіонату США 2009 з тенісу. Завдяки цьому успіху тенісистка піднялася на найвищу для себе позицію в кар'єрі в жіночому рейтингу і  займала 22 сходинку. На шляху до півфіналу бельгійка здолала українську тенісистку Катерину Бондаренко.
Першу перемогу  на турнірах серії WTA-туру Вікмаєр здобула  в португальському Ешторілі.
2014 року Яніна захворіла на хворобу Лайма й пропустила половину сезону.

## Історія виступів
| Турнір               | 2006 | 2007 | 2008 | 2009 | 2010 | 2011 | 2012 | 2013 | 2014 | 2015 | 2016 | В–П  |
| -------------------- | ---- | ---- | ---- | ---- | ---- | ---- | ---- | ---- | ---- | ---- | ---- | ---- |
| Австралія            | A    | A    | LQ   | 1к   | 4к   | 2к   | 1к   | 3к   | 2к   | 4к   | 1к   | 10–8 |
| Франція              | A    | A    | 1к   | 2к   | 3к   | 3к   | 1к   | 1к   | 2к   | 1к   | 3к   | 6-8  |
| Вімблдон             | A    | A    | 1к   | 1к   | 3к   | 4к   |      | 5–4  |      |      |      |      |
| США                  | A    | A    | 1к   | ПФ   | 4к   | 2к   |      | 9–4  |      |      |      |      |
| Місце на кінець року | 534  | 221  | 69   | 16   | 23   | 26   |      |      |      |      |      |      |

## Фінали турнірів WTA

### Одиночний розряд: 11 (5 титулів, 6 поразок)
| Легенда                |
| ---------------------- |
| Турніри Великого шлему |
| Турніри WTA 1000       |
| Турніри WTA 500        |
| Турніри WTA 250 (5–6)  |

| Фінали за покриттям |
| ------------------- |
| Тверде (4–3)        |
| Трава (0–2)         |
| Ґрунт (1–1)         |
| Килим (0–0)         |

| Результат | В-П | Дата     | Турнір                                         | Категорія     | Покриття | Опонент             | Рахунок                 |
| --------- | --- | -------- | ---------------------------------------------- | ------------- | -------- | ------------------- | ----------------------- |
| Поразка   | 0–1 | Чер 2008 | Birmingham Classic, UK                         | Tier III      | Трава    | Катерина Бондаренко | 6–7(7–9), 6–3, 6–7(4–7) |
| Перемога  | 1–1 | Тра 2009 | Estoril Open, Португалія                       | International | Ґрунт    | Катерина Макарова   | 7–5, 6–2                |
| Поразка   | 1–2 | Чер 2009 | Rosmalen Grass Court Championships, Нідерланди | International | Трава    | Тамарін Танасугарн  | 3–6, 5–7                |
| Перемога  | 2–2 | Жов 2009 | Linz Open, Австрія                             | International | Тверде   | Петра Квітова       | 6–3, 6–4                |
| Перемога  | 3–2 | Січ 2010 | WTA Auckland Open, Нова Зеландія               | International | Тверде   | Флавія Пеннетта     | 6–3, 6–2                |
| Поразка   | 3–3 | Січ 2011 | Auckland Open, Нова Зеландія                   | International | Тверде   | Грета Арн           | 3–6, 3–6                |
| Поразка   | 3–4 | Січ 2012 | Hobart International, Австралія                | International | Тверде   | Мона Бартель        | 1–6, 2–6                |
| Поразка   | 3–5 | Чер 2012 | Gastein Ladies, Австрія                        | International | Ґрунт    | Алізе Корне         | 5–7, 6–7(1–7)           |
| Поразка   | 3–6 | Січ 2013 | Auckland Open, Нова Зеландія                   | International | Тверде   | Агнешка Радванська  | 4–6, 4–6                |
| Перемога  | 4–6 | Вер 2015 | Japan Women's Open, Tokyo                      | International | Тверде   | Магда Лінетт        | 4–6, 6–3, 6–3           |
| Перемога  | 5–6 | Лип 2016 | Washington Open, США                           | International | Тверде   | Лорен Девіс         | 6–4, 6–2                |

### Парний розряд: 6 (4 титули, 2 поразки)
| Легенда       |
| ------------- |
| Grand Slam    |
| WTA 1000      |
| WTA 500 (0–1) |
| WTA 250 (4–1) |

| Фінали за покриттям |
| ------------------- |
| Тверде (4–1)        |
| Трава (0–1)         |
| Ґрунт (0–0)         |
| Килим (0–0)         |

| Результат | В-П | Дата     | Турнір                                                 | Категорія     | Покриття   | Партнер             | Опоненти                            | Рахунок           |
| --------- | --- | -------- | ------------------------------------------------------ | ------------- | ---------- | ------------------- | ----------------------------------- | ----------------- |
| Поразка   | 0–1 | Чер 2009 | Rosmalen Grass Court Championships, Нідерланди         | International | Трава      | Міхаелла Крайчек    | Сара Еррані Флавія Пеннетта         | 4–6, 7–5, [11–13] |
| Перемога  | 1–1 | Жов 2013 | BGL Luxembourg Open                                    | International | Тверде (i) | Штефані Фогт        | Крістіна Барруа Лаура Торп          | 7–6(7–2), 6–4     |
| Перемога  | 2–1 | Лип 2016 | Washington Open, США                                   | International | Тверде     | Моніка Нікулеску    | Сюко Аояма Одзакі Ріса              | 6–4, 6–3          |
| Поразка   | 2–2 | Вер 2019 | Zhengzhou Open, КНР                                    | Premier       | Тверде     | Тамара Зіданшек     | Ніколь Меліхар Квета Пешке          | 1–6, 6–7(2–7)     |
| Перемога  | 3–2 | Вер 2022 | Hansol Korea Open Tennis Championships, Південна Корея | WTA 250       | Тверде     | Крістіна Младенович | Ейджа Мухаммад Сабріна Сантамарія   | 6–3, 6–2          |
| Перемога  | 4–2 | Лип 2023 | WTA Poland Open                                        | WTA 250       | Тверде     | Гезер Вотсон        | Вероніка Фальковська Катажина Пітер | 6–4, 6–4          |